# Соглашение по торговым аспектам прав интеллектуальной собственности
Соглашение по торговым аспектам прав интеллектуальной собственности (ТРИПС) или Соглашение ТРИПС (англ. Agreement on Trade-Related Aspects of Intellectual Property Rights, сокращенно TRIPS Agreement) — международное соглашение, входящее в пакет документов о создании Всемирной торговой организации. Соглашение устанавливает минимальные стандарты для признания и защиты основных объектов интеллектуальной собственности. Это соглашение было принято в ходе Уругвайского раунда Генерального соглашения по тарифам и торговле в 1994 году.
Соглашение ТРИПС открывает возможность для использования высокоэффективных механизмов разрешения спорных вопросов, имеющихся в ВТО, применительно к интеллектуальной собственности. Эти механизмы предусматривают возможность применения мер воздействия путём репрессалий. Если, например, в одной стране совершено нарушение прав автора из другой страны, то последняя, проведя спорный вопрос через процедуры ВТО по разрешению конфликтов, может повысить пошлину на ввоз определённого товара из страны-нарушителя на свою территорию.

## Общая информация
Соглашение ТРИПС, прежде всего, предусматривает выполнение странами, которые в нём собираются участвовать, всех важнейших положений Бернской конвенции об охране литературных и художественных произведений, за исключением положений о неимущественных правах. Кроме этого, Соглашение ТРИПС включает в себя ряд новых положений о международной охране авторского права. Отсутствие в Соглашении положений о неимущественных правах оправдано, поскольку оно в целом направлено на урегулирование исключительно торговых аспектов интеллектуальной собственности. В Соглашение ТРИПС вошел ряд основополагающих пунктов, дополняющих положения Бернской конвенции. В соответствии с ними охрана авторских прав распространяется на компьютерные программы, удлиняется срок действия охраны и ограничивается осуществление международной торговли компьютерными программами и другими объектами интеллектуальной собственностью со странами, не имеющими возможности осуществлять охрану авторских прав. Соглашение формулирует требование принятия странами-участницами различных административных форм охраны авторских прав.

## Базовые стандарты ТРИПС
- Срок защиты имущественных авторских прав должен быть не менее 50 лет после смерти автора[2], для фильмов и фотографий этот срок составляет соответственно 50 и 25 лет с момента создания.
- Авторское право должно предоставляться автоматически и не может зависеть от выполнения никаких формальностей, таких как регистрация.
- Компьютерные программы рассматриваются как литературные произведения с точки зрения авторского права и имеют те же условия защиты.
- Национальные ограничения авторского права, такие как добросовестное использование в США, должны быть четко ограничены.
- Патенты должны предоставляться во всех областях технологии, однако допускаются исключения с целью защиты общественных интересов. Срок защиты имущественных прав, предоставляемых патентом, должен составлять не менее 20 лет.
- Перечень объектов, которые не могут быть запатентованы, должен быть ограничен так же, как и ограничения авторского права.
- Каждое государство должно предоставлять гражданам других стран, которые присоединились к ТРИПС, такой уровень прав в области интеллектуальной собственности, который она предоставляет своим собственным гражданам.